# Balos
Balos är en strand och lagun i regionen Kreta i Grekland. Den ligger på öns nordvästra udde Gramvousa. Balos utgörs av ett sandrev som förbinder halvön Tigani med Kreta. Revet är en populär badstrand som även omfattar en skyddad strandlagun. Balos är även namnet på kullarna på östra sidan, det vill säga på fastlandssidan.
Närmaste större samhälle är Kissamos, 11,0 km sydost om Balos, varifrån det utgår turistbåtar till Balos.

Lagunen i Balos med Tiganihalvön i mitten, Pontikonisi i bakgrunden på vänster sida, Imeri Gramvousa i bakgrunden på höger sida. Bortom den senare syns även Agria Gramvousa.